# Уральский (Свердловская область)
Ура́льский — посёлок городского типа в Свердловской области России, закрытое административно-территориальное образование.
Образует муниципальное образование городской округ ЗАТО Уральский. С точки зрения административно-территориального устройства области, ГО находится в границах административно-территориальной единицы посёлок Уральский, отнесённой к категории закрытых административно-территориальных образований.
На территории посёлка Уральского расположен 21-й арсенал РВСН «Хризолитовый» (воинская часть 56653).

## География
Посёлок Уральский расположен в 32 километрах на юго-восток от Екатеринбурга, между автомобильной и железной дорогами Екатеринбург — Курган. Площадь территории городского округа составляет 10,01 км². Местность, окружающая посёлок, лесистая.

## История
Посёлок основан в 1960 году как жилой городок. Днём основания посёлка считается 30 июня.
Распоряжением Правительства РФ от 4 января 1994 года № 3-р посёлок Косулино-1 переименован в посёлок городского типа Уральский со статусом закрытого административно-территориального образования.
13 июня 1995 года по итогам местного референдума создано муниципальное образование посёлок Уральский, внесённое 17 декабря 1996 года в областной реестр.
До образования ЗАТО посёлок входил в состав Белоярского района Свердловской области.
Указом президента Российской Федерации были утверждены границы ЗАТО как административно-территориальной единицы.
Законом Свердловской области от 21 июля 2004 года были установлены границы муниципального образования. Действие закона было отменено 12 июля 2007 года в связи с принятием общего закона о границах муниципальных образований № 85-ОЗ, который, в свою очередь, действовал до 20 июля 2015 года до принятия нового аналогичного закона.
С 1 октября 2017 года согласно областному закону N 35-ОЗ статус уточнён с рабочего посёлка на посёлок городского типа.
В 2021 году муниципальное образование посёлок Уральский было переименовано в ЗАТО Уральский.

## Население
| 2002  | 2009  | 2010  | 2012  | 2013  | 2014  | 2015  |
| ----- | ----- | ----- | ----- | ----- | ----- | ----- |
| 2311  | ↗2507 | ↘2444 | ↘2416 | ↗2434 | ↘2424 | ↗2447 |
| 2016  | 2017  | 2018  | 2019  | 2020  | 2021  | 2023  |
| ↘2434 | ↗2455 | ↘2431 | ↘2423 | ↗2429 | ↘2150 | ↘2143 |